# 姶良市立蒲生中学校
姶良市立蒲生中学校（あいらしりつかもうちゅうがっこう 英語: Kamou Junior High School）は鹿児島県姶良市蒲生町北に所在する市立中学校。同市の蒲生地区にある唯一の中学校であり、蒲生地区の全域を校区としている。

## 沿革
1947年（昭和22年）に新教育制度に基づいて蒲生町立蒲生中学校が設置された。5月2日に蒲生小学校の講堂を借りて開校式が行われ、5月12日から授業が開始された。当初は蒲生青年学校の校舎の一部を借りて授業を行っていた。また、漆・西浦・大山に分校が設置され、これらはその地区の小学校を間借りして授業を行っていた。本校は11学級、漆分校は2学級、西浦分校は2学級、大山分校は1学級の合計16学級で生徒は812名、教職員29名であった。
1948年（昭和23年）3月に蒲生青年学校が廃止となったことから、その敷地と校舎を引き継いで完全独立した。4月29日に新校舎も落成した。1954年（昭和29年）4月1日に漆分校は蒲生町立漆中学校として独立した。その後、随時校舎の増改築が進められたが、1964年（昭和39年）10月に蒲生町内中学校を1箇所に統合する答申がまとめられた。これに基づき、まず1966年（昭和41年）5月に西浦分校が廃止されて本校に統合された。さらに1968年（昭和43年）4月に大山分校と漆中学校が廃止されて蒲生中学校となったが、生徒を収容できるだけの校舎がなく、蒲生教場、大山教場、漆教場の3箇所での分散授業が続けられた。同年7月、現在地に校舎の新築が開始され、1970年（昭和45年）4月に新校舎に移転して正式に統合された。

### 年表
- 1947年（昭和22年）
  - 4月 - 蒲生町立蒲生中学校として設立。
  - 5月2日 - 蒲生小学校講堂を借りて開校式。
  - 5月12日 - 蒲生青年学校の校舎を借りて授業開始、漆・西浦・大山に分校設置。
- 1948年（昭和23年）
  - 3月 - 蒲生青年学校廃止に伴い敷地と校舎を引き継ぎ独立する。漆分校に第3学年設置。
  - 4月29日 - 新校舎落成。
- 1949年（昭和24年）
  - 4月1日 - 西浦・大山分校に第3学年設置。
  - 4月27日 - 大山分校に新校舎増設。
- 1953年（昭和28年） - 老朽校舎を改築。
- 1954年（昭和29年）
  - 4月1日 - 漆分校が蒲生町立漆中学校として独立。
  - 5月 - 古い2階建て校舎を平屋校舎に改築。
  - 1959年（昭和34年） - 体育館落成。
- 1966年（昭和41年）
  - 5月 - 西浦分校廃止、本校に統合。
  - 7月 - 給食室落成、完全給食実施。
- 1968年（昭和43年）
  - 4月 - 大山分校・蒲生町立漆中学校を廃止、本校に統合となるが、分散授業を継続。
  - 7月 - 新校舎着工、普通教室14箇所2,054平方メートル、特別教室3箇所1,088平方メートル、総工費9717万円。
- 1970年（昭和45年）4月 - 新校舎に移転統合。
- 1971年（昭和46年）
  - 2月 - 体育館落成。
  - 7月 - プール完成。
  - 8月5日 - 台風による大雨のため、校舎・体育館が床上浸水の被害を受ける。

## 蒲生町立漆中学校
1947年（昭和22年）5月に蒲生中学校の漆分校として発足したが、3学級以上の分校は独立学校として認められることになったことから、1954年（昭和29年）4月1日に蒲生町立漆中学校として独立した。校長は、漆小学校の校長が兼任することになっていた。1968年（昭和43年）4月から蒲生中学校に統合されることになったが、その校舎の完成まで漆教場として存続し、1970年（昭和45年）4月に実際に統合が行われて漆教場も廃止となった。

## 進路
市内の鹿児島県立蒲生高等学校、鹿児島県立加治木高等学校、鹿児島県立加治木工業高等学校、そして周辺の鹿児島県立隼人工業高等学校、霧島市立国分中央高等学校といった公立高校や、鹿児島市内などの私立高校に進学する。